# 哈瓦尔金托
哈瓦尔金托，是西班牙安达卢西亚自治区哈恩省的一个市镇。总面积73平方公里，总人口2489人（2001年），人口密度34人/平方公里。